# Mötesplatsen
Mötesplatsen är en av de största svenska dejtningssajterna, med drygt 140 000 aktiva medlemmar 2018 enligt egen utsago. Mötesplatsen öppnades sommaren 2001 av Börje Börjesson. Hösten 2005 köpte Schibsted företaget bakom Mötesplatsen, som drev det till hösten 2021, då det såldes till Dating Central Europe i Ungern. Företaget bakom sajten heter Mötesplatsen i Norden AB och har sitt säte i Varberg. Därifrån drivs även www.moteplassen.com som är den norska motsvarigheten till www.motesplatsen.se.
Mötesplatsen riktar in sig till en lite äldre publik och omkring 90 procent av sajtens medlemmar är över 25 år.
Mötesplatsen blev utsedd till Sveriges bästa dejtningssajt år 2010 av tidningen Internetworld. Det var sjätte året i rad som Mötesplatsen är med på listan över Sveriges 100 bästa sajter. Mötesplatsen var även bäst i test när konsumentmagasinet SVT Plus jämförde svenska dejtningssajter i mars 2011.